# Palazzo Perucchi

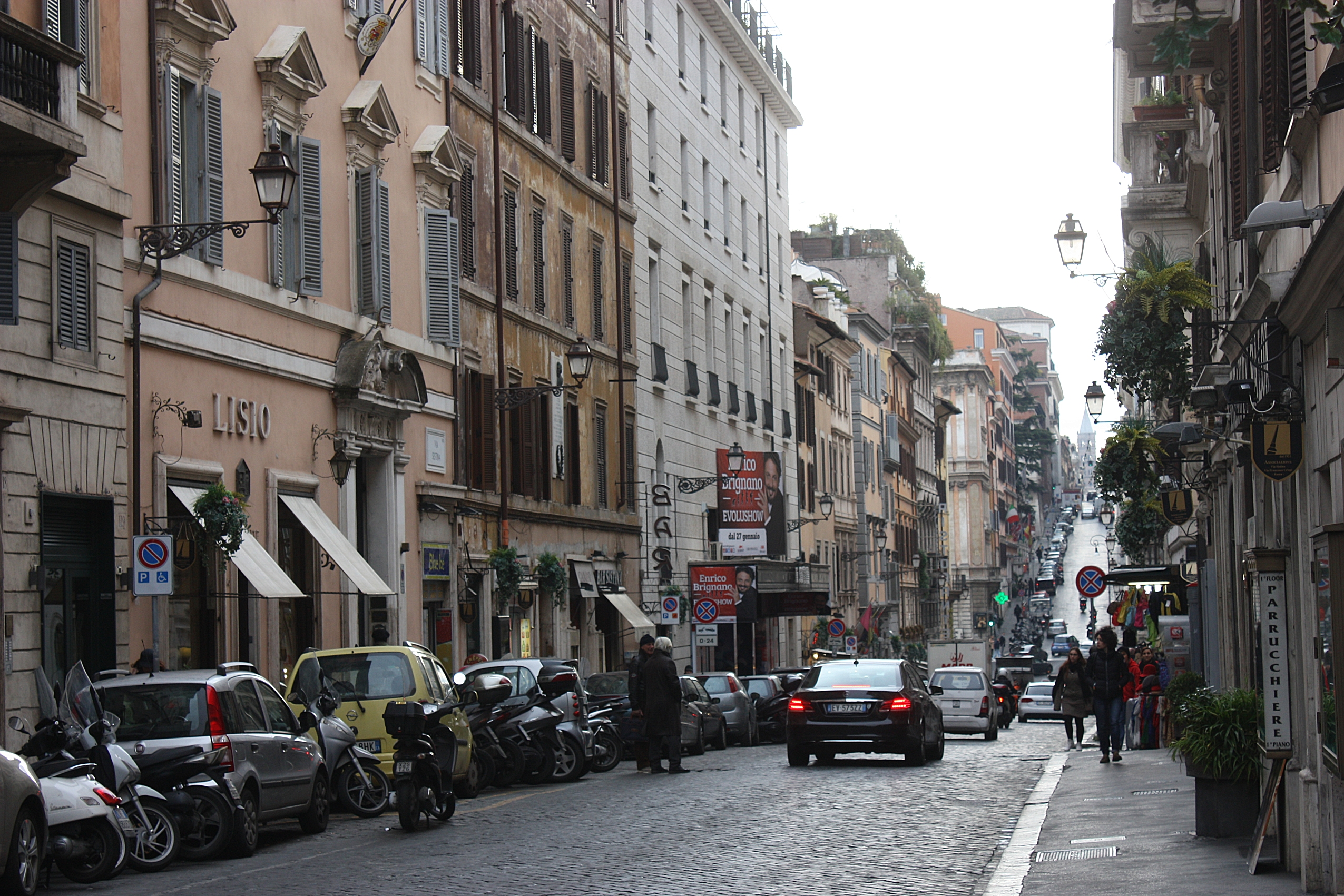
Nesta vista da Via Sistina na direção da Piazza Barberini, o Palazzo Peruchi é o edifício rosa à esquerda, com a palavra "LISIO" na fachada. O belo portal é original do século XVI.

Palazzo Perucchi é um palácio do século XVI localizado no número 121 da Via Sistina, no rione Colonna de Roma. Fortemente modificado no século XIX como muitos palácios de famílias menores localizados na região, conseguiu manter seu antigo portal intacto.